# Печиво, що приносить нещастя
Печиво, що приносить нещастя (англ. The Misfortune Cookie) — третій сегмент 14-го епізоду 1-го сезону телевізійного серіалу «Зона сутінків».

## Сюжет
Головний герой епізоду, Гаррі Фолгер, працює ресторанним критиком. Будучи надто прискіпливим за своєю вдачею, він пише у пресі здебільшого негативні рецензії на заклади харчування. Одного разу він дізнається з телевізійного випуску новин про китайський ресторан, шеф-кухарем якого є містер Лі, та відправляється туди, щоб перевірити, наскільки якісними є страви, що подають там. Відвідавши їжу, приготовлену містером Лі та його помічниками, Фолгер залишається незадоволеним та починає вимагати рахунок. Однак містер Лі замість рахунку приносить загадкове печиво, всередині якого знаходиться написане на невеликому папірці пророцтво. Згідно з ним, Фолгера вже за рогом будівлі ресторану має очікувати нагорода. Не повіривши в написане, відвідувач виходить із закладу, після чого майже одразу на нього наштовхується вуличний грабіжник. Це допомогло поліціянтам, які переслідували зловмисника, врешті-решт наздогнати й заарештувати його. Вдячні працівники поліції нагороджують Фолгера, внаслідок чого пророцтво збувається.
Написавши розгромну статтю про ресторан містера Лі, Фолгер, відчувши, що надто поспішив з висновками, наступного дня приходить до цього закладу харчування та просить вибачення у містера Лі, пообіцявши, що все виправить, та робить велике замовлення. Містер Лі, сильно ображений на Фолгера через те, що після публікації його негативної рецензії в пресі кількість відвідувачів ресторану відчутно знизилася, тим не менш, виконує прохання клієнта. Цього разу критикові знову не подобається їжа, після чого йому повторно приносять печиво з пророцтвом, згідно з яким його незабаром чекатиме любовна пригода. Знову не повіривши в це, роздратований Фолгер знову швидко покидає ресторан. Майже одразу після цього він випадково знайомиться з самотньою молодою жінкою на ім'я Ейпріл, яка за збігом обставин шукає саме те місце, де працює Фолгер. Провівши Ейпріл до місця своєї роботи, Фолгер домовляється з нею на вечір про зустріч.
Ввечері того ж дня Фолгер вже в компанії Ейпріл втретє приходить до ресторану містера Лі. Цього разу він знову залишається незадоволеним та майже не торкається своїх замовлених страв, незважаючи навіть на те, що його супутниці їжа дуже сподобалася. Офіціант-китаєць приносить Фолгерові та його супутниці по печиву з пророцтвами, які виявилися сумними для них обох: Ейпріл, розчарувавшись у своєму новому знайомому, покидає ресторан, а сам Фолгер дізнається, що ось-ось помре. Розлючений, він кидається на офіціанта та вимагає зустрічі з містером Лі. Останній на всі претензії Фолгера відповідає, що йому випало саме те пророцтво, яке він заслужив, та покидає надокучливого відвідувача. Наприкінці епізоду Фолгер, вийшовши з ресторану, бачить, що навкруги нього тепер лише суцільні китайські ресторани, а сам він відчуває дуже сильний голод, який ніяк не може втамувати. В одному з ресторанів, безуспішно намагаючись наїстися, Фолгер отримує записку, в якій повідомляється, що він вже помер.

## Заключна оповідь
Принесіть рахунок, будь ласка, містерові Фолгеру. Тому, чиї слова виявлялися не описом, а прокляттям. Людині, яка виявила себе сидячою за суцільною безкінечною низкою страв, що були приготовлені для неї на кухні зони сутінків.

## Цікаві факти
- Епізод не має оповіді на початку.
- Епізод базується на однойменному оповіданні Чарльза Фрітча, яке вперше було опубліковано в листопаді 1970 в журналі «The Magazine of Fantasy & Science Fiction».
- Сценарій до епізоду був написаний Рокне С. О'Бенноном під псевдонімом Стівен Рей (англ. Steven Rae).

## Ролі виконують
- Елліотт Ґулд — Гаррі Фолгер
- Беннет Ота — містер Лі
- Керолайн Лагерфельт — Ейпріл Гамільтон
- Фредерік Коффін — Макс
- Клер Картер — відвідувачка ресторану
- Джон Скенлон — О'Меллі
- Елвен Гавард — охоронець
- Аль Леонг — власник

## Реліз
Прем'єрний показ відбувся у США та Великій Британії 3 січня 1986.